# Jan-Erik Lane
Jan-Erik Lane (* 23. Mai 1946 in Göteborg) ist ein schwedischer Politikwissenschaftler und Hochschullehrer.

## Leben und Wirken
Jan-Erik Lane studierte Wissenschaftsphilosophie, Verwaltungswissenschaft und Politikwissenschaft an der Universität Umeå. Nach seiner Bachelorprüfung (1967) und dem Erwerb des Magistergrades (1972) legte er dort 1973 das Lizenziatsexamen mit einer Dissertation aus dem Bereich der politischen Theorie ab. Bereits seit 1966 war er an dieser Universität beruflich tätig, zunächst als Sekretär, dann wissenschaftlicher Assistent, Dozent und von 1985 bis 1991 als Professor für Verwaltungs- und Politikwissenschaft. Von 1991 bis 1996 hatte Lane eine Professur an der Universität Oslo inne, außerdem von 1991 bis 2002 eine Dozentur an der Handelshøyskolen BI. Von 1996 bis 2008 lehrte er als Professor an der Universität Genf.
Gastprofessuren führten ihn an Universitäten und Hochschulen in den USA, Südafrika, Neuseeland, Hongkong, Singapur sowie in Deutschland (Heidelberg, Freiburg/Br. und Mannheim).
In seinen zahlreichen Veröffentlichungen beschäftigt sich Jan-Erik Lane mit politischer Theorie, vergleichender Politikwissenschaft und Verwaltungswissenschaft im weltweiten Kontext.

## Veröffentlichungen (Auswahl)
- Creating the University of Norrland. Universitet Umeå 1983, ISBN 91-40-04846-2.

- mit Svante O. Ersson: Politics and society in Western Europe. Sage, London 1987, ISBN 0-8039-8008-6 (4. Aufl. 1999, ISBN 0-7619-5861-4).
- mit Svante O. Ersson: Comparative political economy. Pinter, London 1990, ISBN 0-86187-795-0 (2. Aufl. 1997, ISBN 1-85567-434-3).
- mit David McKay und Kenneth Newton: Political data handbook. OECD countries. Oxford University Press, Oxford 1991, ISBN 0-19-827718-0 (2. Aufl. 1997, ISBN 0-19-828053-X).
- (Hrsg.): Understanding the Swedish model. Cass, London 1991, ISBN 0-7146-3445-X.
- The public sector. Concepts, models and approaches. Sage, London 1993, ISBN 0-8039-8819-2.
- mit Svante O. Ersson: Comparative politics. An introduction and new approach. Polity Press, Cambridge 1994, ISBN 0-7456-1256-3.
- mit Svante O. Ersson: European politics. An introduction. Sage, London 1996, ISBN 0-7619-5286-1.
- (Hrsg.): Public sector reform. Sage, London 1997, ISBN 0-7619-5366-3.
- mit Svante O. Ersson: The new institutional politics. Performance and outcomes. Routledge, London 2000, ISBN 0-415-18320-0.
- New public management. Routledge, London 2000, ISBN 0-415-23186-8.
- The public sector. Concepts, models and approaches. 3. Auflage. Sage, London 2000, ISBN 0-7619-6748-6.
- mit Svante O. Ersson: Democracy. A comparative approach. Routledge, London 2003, ISBN 0-415-26588-6.
- mit Hamadi Redissi: Religion and politics. Islam and Muslim civilization. Ashgate, Aldershot 2004, ISBN 0-7546-4167-8.
- mit Svante O. Ersson: Culture and politics. A comparative approach. 2. Auflage. Ashgate, Aldershot 2005, ISBN 0-7546-4578-9.
- Comparative politics. The principal-agent perspective (= Routledge research in comparative politics. Bd. 20). Routledge, London 2008, ISBN 978-0-415-43206-1.
- State management. An enquiry into models of public administration. Routledge, London 2009, ISBN 978-0-415-49234-8.
- Constitutions and political theory. 2. Auflage. Manchester University Press, Manchester 2011, ISBN 978-0-7190-8330-3.
- mit Uwe Wagschal: Culture and politics. Routledge, London 2012, ISBN 978-0-415-67326-6.
- Globalization. Interdependencies & coordination. Transaction Publishers, New Brunswick 2014, ISBN 978-1-4128-5373-6.

Außerdem zahlreiche Aufsätze in Fachzeitschriften und Sammelbänden.